# 今道英治
今道 英治（いまみち えいじ、1952年 - 2023年1月10日）は、長崎県出身の漫画家、イラストレーター。

## 略歴
1968年、望月三起也の劇画、『最前線』に感銘を受け、中学卒業後上京。約1年半、望月のアシスタントを務めた。
1970年、『叫び』（別冊少年サンデー 1月号）でデビュー。1970年代後半には、青島文化教材社の多数の模型のデザインと、関連オリジナル漫画の執筆、一部商品のボックスアートを手がけた。
幼年誌のイラストやカットも多数手掛けている。

## 作品リスト
- 叫び（別冊少年サンデー 1970年1月号）
- ミラーマン（小学五年生 1972年1月号 - 12月号連載）
- シルバー仮面（小学四年生 1972年1月号 - 4月号連載） → シルバー仮面ジャイアント（小学四年生 1972年5月号 - 6月号連載）
- 緊急指令10-4・10-10（小学四年生 1972年8月号 - 1973年1月号連載）
- ウルトラセブン（小学一年生 1972年9月増刊号掲載）
- 熱血猿飛佐助（小学一年生 1972年11月号 - 1973年3月号連載）
- アイアンキング（小学五年生 1972年12月号 - 1973年4月号連載）
- GO!GOスカイヤー（小学五年生 1973年5月号 - 8月号連載）
- 猿の軍団（小学五年生 1974年11月号 - 1975年2月号連載）
- グレートマジンガー（テレビランド 1974年 - 1975年10月号連載）
- UFOロボ グレンダイザー（テレビランド 1975年10月号 - 1977年3月号連載）
- 正義のシンボル コンドールマン（週刊少年サンデー 1975年連載） ※絵物語
- 合体ロボット アトランジャー（小学二年生1975年11月号 - 1976年1月号連載、小学三年生1975年11月号 - 1976年1月号連載、小学四年生 1975年11月号 - 1976年1月号連載）
- 超電磁ロボ コン・バトラーV（小学二年生 1976年4月号 - 5月号連載）
- ウルトラ史上最大の作戦（コロコロコミック増刊号 1978年掲載）
- 鉄人28号（テレビマガジン 1980年 - 1981年連載）
- 小六TVコミック（1979年 - 1980年、小学六年生、テレビドラマを漫画化）
  - 熱中時代・刑事編（1979年7月号）
  - ピーマン白書（1980年12月号）
- 現代伝記まんが（原作：久保田千太郎、小学三年生）
  - ガンジー
  - 魔法のラーメン
  - 世界の真珠王
  - シャープペンシルからの出発
  - グリコ元気印物語
  - 松下幸之助物語
  - しあわせの魔法瓶
  - 真心を売って日本一
  - スピード王は日本のエジソン
  - 夢を追う巨人
  - おもちゃの王様
  - 星のマークは世界のタミヤ
  - あまく､すっぱい初恋の味
  - ヤクルトの父
  - 地球をまわせ!モーター兄弟
  - テレビの父
  - マヨネーズ物語
  - 無線少年から世界のSONYへ
  - うまさひとすじ250年
  - 親子二代自動車への夢
- 戦え!超ロボット生命体トランスフォーマー2010(たのしい幼稚園)
- トランスフォーマー ザ☆ヘッドマスターズ(たのしい幼稚園)
- 栄光のシュート
- チャイルドSS
- マンガ私たちと人権

- 合体巨艦ヤマト（プラモデル『合体巨艦ヤマト』封入小冊子・1976年）
- カウンタック物語（プラモデル『合体カウンタック』封入小冊子・1977年）
- アオシマコミックス（アオシマが出版した漫画単行本シリーズ）
  - スペースキャリアレッドホーク（1978年5月）
  - レッドホークヤマトPARTII（1978年10月）
  - レッドホーク 連合艦隊（1979年3月）
  - レッドホーク シャイアード（1980年5月）
  - レッドホーク 古代ロボ ゴダイガー（1981年5月）

## 関連出版物
- 『COMIC GON!』第1号（ミリオン出版 1997年） - アオシマ特集内で『レッドホーク シャイアード』10話が掲載された。
- 『まんが秘宝 Vol.3 まんがチャンピオンまつり』（洋泉社 1998年） - 『グレートマジンガー』のコミカライズ版についてMoo.念平が執筆。